# Baidarka

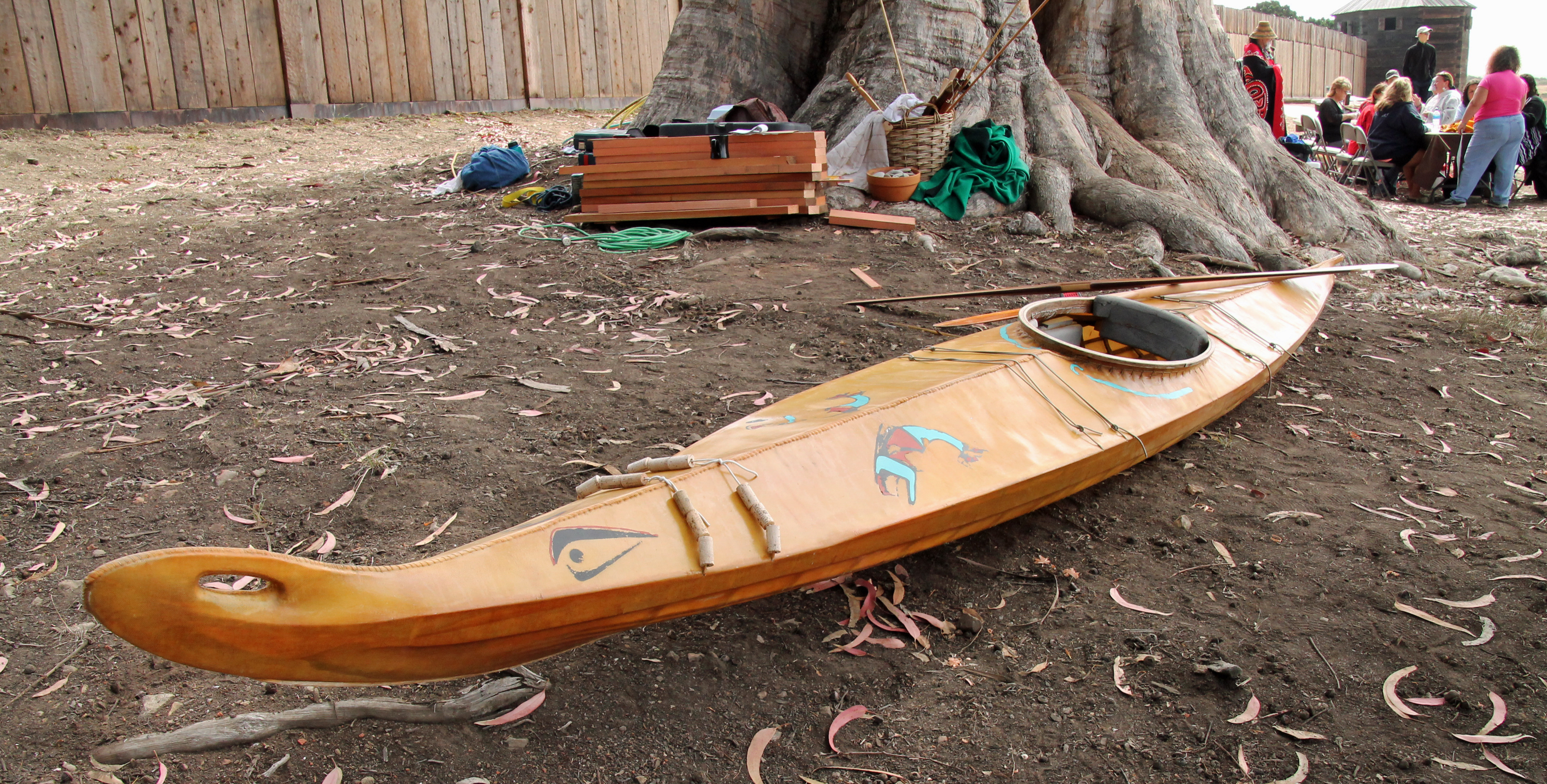
Baidarka

Die Baidarka (russisch байдарка für „Kajak“; aleutisch Igax, Iqyax oder Ayuxtok) ist das traditionelle Boot der Unangan, der indigenen Bevölkerung der Aleuten. Es ist ein aus Treibholz, Knochen und Robbenfellen gebautes Kajak, mit dem auf dem Meer gejagt wurde. Der aus dem Russischen stammende Name des Bootes ist die Verkleinerungsform von Baidara, der Bezeichnung für die ebenfalls mit Haut bespannten, aber größeren und oben offenen Boote der Ukraine.

## Bauweise
Die Form der Baidarka erscheint eigentümlich, sie ermöglichte es jedoch ihren Erbauern in einer Region, die durch starken Gezeitenwechsel geprägt ist und als „Geburtsort des Windes“ oder als „Wiege des Sturms“ bezeichnet wird, im Kampf ums Dasein zu überleben. Der Bug ist zweigeteilt und das Heck endet abrupt stumpf.
Die Baidarka wurde mit einem oder mehreren Mannlöchern gebaut. Der gespaltene Bug erfüllt zwei Funktionen, zum einen werden Wellen gebrochen, zum anderen wird Auftrieb erzeugt, der das Boot in der Welle anhebt. Auch das stumpf endende Heck erzeugt Auftrieb, der sich auf Vorwindkurs positiv bemerkbar macht. Das stumpfe Heck und der untere Teil des Bugs ermöglichen außerdem eine größtmögliche Wasserlinienlänge im Bezug zur Länge des Bootes. Der ausgeprägte V-Boden gewährleistet eine hohe Endstabilität. Die Dachform des Decks lässt Wasser leicht ablaufen und ermöglicht größeren Stauraum.

## Geschichtliche Entwicklung
Der Nordpazifik um die karg bewachsenen Inseln der Aleuten ist reich an Nahrung und Rohstoffen und die Bevölkerung der Aleuten war an ein Leben vom Meer angepasst. Die Baidarka war ein mächtiges Werkzeug der Aleuten, das aus Treibholz, Walknochen und den Häuten von Seelöwen gebaut wurde. Mit diesem war es möglich, vom Reichtum an Meeressäugern zu profitieren und an Nahrung sowie Knochen, Häute, Fett und weitere wichtige Rohstoffe zu kommen. 
Traditionell gingen die Aleuten mit mehreren zweisitzigen Baidarkas auf Jagd, wobei die hintere Position vom Paddler, die vordere vom Schützen besetzt wurde. Dreipersonenbaidarkas dienten nicht zur Jagd, sondern zum Transport von Kindern oder alten Menschen oder von Kranken zu einem Schamanen auf einer Nachbarinsel. Im Winter, wenn die Aleuten sich in ihre Unterkünfte, die Barabaras, zurückzogen, wurde die Bespannung aus den Fellen von Seesäugern abgezogen, um sie bis zur neuen Jagdperiode vor Austrocknung und Brechen zu schützen.
Über den genauen Ursprung der Baidarka ist wenig bekannt, da die Boote selbst aus Materialien gebaut sind, die schnell verrotten, und die Aleuten über keine Aufzeichnungen verfügen, die Aufschluss geben könnten. Man kann nur vermuten, dass dieser schon lange zurückliegt. Schon als die ersten europäischen Entdecker Amerika bereisten, hatten Boote dieser und ähnlicher Bauformen eine weite Verbreitung – von Grönland bis nach Russland jenseits der Beringstraße und von den nördlichsten bewohnbaren Gebieten bis so weit in den Süden, wie die Boote, die mit Walfett gedichtet wurden, den Temperaturen standhielten.
Europäische Entdecker zeigten sich beeindruckt von der Leistungsfähigkeit und Eleganz dieser kleinen Boote, die bis dahin bekannten Konstruktionen in vieler Hinsicht weit überlegen waren. Martin Sauer, Sekretär einer von Katharina der Großen beauftragten Expedition, die 1785 nach Alaska startete, schreibt:
„The baidars, or boats, of Oonalashka are infinitely superior to those of any other island. If perfect symmetry, smoothness, and proportion constitute beauty, they are beautiful; to me they appeared so beyond anything that I ever beheld. I have seen some of them as transparent as oiled paper, through which you could trace every formation of the inside and the manner of the natives sitting in it; whose light dress, painted and plumed bonnet, together with his perfect ease and activity, added infinitely to its elegance. Their first appearance struck me with amazement beyond expression.“
Innokenti Weniaminow, ein russischer Missionar und Entdecker, schrieb: 
„Wie alle Inselbewohner müssen die Aleuten zwangsläufig eine Art von Booten haben, um von einer Insel zur anderen zu gelangen ... Aber die Natur verfehlte es, sie mit dem für den Bootsbau nötigen Material zu versorgen. Andererseits, wie zur Entschädigung, gab sie ihnen größeren Einfallsreichtum zur Vervollkommnung einer besonderen Art von Seefahrzeug: der Baidarka.“
Anfang des 19. Jahrhunderts publizierte Georg Heinrich von Langsdorff, ein humanistischer Göttinger Wissenschaftler, als Erster exakte Aufnahmen und Beschreibungen der aleutischen Jagdboote und fuhr auch selbst lange Strecken damit.
Die Überlegenheit der Baidarka machten sich auch schon gegen Ende des 16. Jahrhunderts russische Jäger zu Nutze, die nach Alaska kamen, um Seeotter zu jagen, da Seeotterfelle im Kaiserreich China teuer gehandelt wurden. Anfänglich taten sich die Russen, die primitive Schiffe benutzten und unerfahren in der Seefahrt und Navigation waren, schwer unter den ungewohnten Bedingungen erfolgreich zu jagen und eine Infrastruktur für Versorgung und Abtransport der Felle aufzubauen. Schnell jedoch machten sie sich die Jagdtechniken und auch bald einen Teil der sonstigen Lebensgewohnheiten der Aleuten zu eigen und beuteten mit allzu großem Erfolg die natürlichen Ressourcen der Region aus. Die Bevölkerung der Aleuten zwangen sie mit Gewalt den Raubbau der Seeotterbestände zu unterstützen.
Die von denen der Aleuten unterschiedlichen Bedürfnisse der russischen Jäger führten bald zu neuen Bauformen und Anwendungen der Baidarka. Zum Beispiel wurden breitere und längere Boote gebaut, die mehr Waren transportieren konnten, oder auch Baidarkas mit einem dritten Sitzplatz in der Mitte für den Transport von Passagieren.
Auch später sind Varianten der Baidarka teilweise unter extremen Bedingungen erfolgreich eingesetzt worden. So hat etwa der Technikhistoriker und Bootsbauer George B. Dyson in den 1970er und 1980er Jahren mit aus Aluminiumrohren und epoxidbeschichtetem Glasfaserbezug Baidarkas gebaut, u. a. ein Boot für sechs Personen mit einer Länge von 48 Fuß (knapp 15 m). Mit seinen Booten ist Dyson immer wieder auf der Inside Passage an der Küste Alaskas und British Columbias gefahren.
Trotz allen technologischen Fortschritts sind auch viele heutige Expeditionskajaks den Baidarka der Aleuten sehr ähnlich. Die heute bei den Nachfahren der Baidarka verwendeten hochentwickelten Werkstoffe wie Aluminiumlegierungen (statt Walknochen und Treibholz), Hypalon, Neopren, Polyurethan (statt Walfett) und Cordura (statt Seelöwenhaut) verbessern die Wartbarkeit, Haltbarkeit und Belastbarkeit enorm. Was aber das Fahrverhalten und Gewicht angeht, sind die traditionell gebauten Boote nach wie vor konkurrenzfähig, weswegen viele Enthusiasten auch heute noch Baidarkas in einer der ursprünglichen Bauweise ähnlichen Form bauen.